# Eumeta hardenbergi
Eumeta hardenbergi är en fjärilsart som beskrevs av Jean Bourgogne 1955. Eumeta hardenbergi ingår i släktet Eumeta och familjen säckspinnare. Inga underarter finns listade i Catalogue of Life.